# Fotsiforia mysorensis
Fotsiforia mysorensis là một loài tò vò trong họ Ichneumonidae.